# Chersotis venata
Chersotis venata là một loài bướm đêm trong họ Noctuidae.